# Бурозубка Портенко
Бурозубка Портенко или берингийская бурозубка (Sorex portenkoi) — землеройка из рода бурозубок из преимущественно северо-американского подрода Otisorex. Один из трёх представителей этого подрода в Евразии, обитает на северо-восточной оконечности Сибири, в Чукотском автономном округе.

## Описание
Зверек мелких размеров и лёгкого телосложения относительно других бурозубок. Длина тела составляет от 45 до 57 миллиметров. Длина относительно короткого хвоста — 26.2 до 33.1 мм, он покрыт жёсткими короткими волосками, но они не образуют даже подобия кисточки. Ступня 9.5 — 11.6 мм. Окраска обычно трёхцветная или двух цветная. Спина тёмно-коричневого цвета контрастирует со светло-палевыми боками, боюшко покрыто светло-серой или серебристой шерстью. Бока могут быть и рыжеватыми, яркими. Двухцветность хвоста выражена слабо.
Промежуточные зубы: первые два сходны по размерам, 3-й и 4-й обычно также сходны между собой, пятый очень маленький.
Хромосомный  2n = 60. В кариотипе самца крупная метацентрическая X-хромосома и мелкий акроцентрический Y.

## Распространение
Типовое местонахождение — "близь посёлка Анадырь, побережье Анадырского лимана".
От Чаунской губы на юго-восток, устье реки Белая (приток р. Анадырь), побережье Берингова моря у пос. Беринговский.

## Образ жизни
Обитает в зарослях карликовой берёзки в открытой тундре и приречных ивняках. В бергех Анадырского лимана заселяет ивняки и ольховники. По реке Анадырь встречается в кедровом стланике и заросли карликовой берёзки. Излюбленные места обитания - наносы растительного мусора и плавника по берегам водотоков, мшистые места с кочкарником. На Чукотском полуострове в окрестностях бухты Провидения окткрытых участках выходов к морю межгорных долин. На Чукотке наиболее многочисленна среди всех землероек, а юге ареала редка.
Данных по питанию мало. В желудках находили пауков и взрослых насекомых и их личинок. 
Размножение не изучено. Самки-сеголетки могут участвовать в размножении.

## Систематика
Первоначально описан как подвид Sorex cinereus portenkoi.  Этой трактовки следовали в своих работах Б. С. Юдин и М. В. Охотина. Затем Е. Ю. Иваницкая и А. И. Козловский на основе кариологических данных показали сходство и слили этот вид с Sorex ugyunak. Однако М. В. Зайцев считал Sorex portenkoi самостоятельным видом, его же трактовки придерживался ван Зилл де Йонг, подчеркивая близкое родство этого вида с Sorex jacksoni и Sorex ugyunak.  Н. Е. Докучаев, основывываясь на морфологическом сходстве Sorex portenkoi, Sorex ugyunak и Sorex jacksoni, пришёл к выводу об их конспецифичности. В таком случае по правилу приоритета вид должен называться бурозубка Джексона (Sorex jacksoni), а ареал вида простирается от Чукотки до Гудзонова залива. Эта позиция поддержана и в последней отечественной сводке по насекомоядным М. В. Зайцева, Л. Л. Войты, и Б. И. Шефтеля, опубликованной уже после смерти Зайцева.

### Этимология
Эта землеройка была названа в честь орнитолога профессора Л. А. Портенко (1896–1972), много сделавшего для исследований фауны Чукотки.